# Myélémie

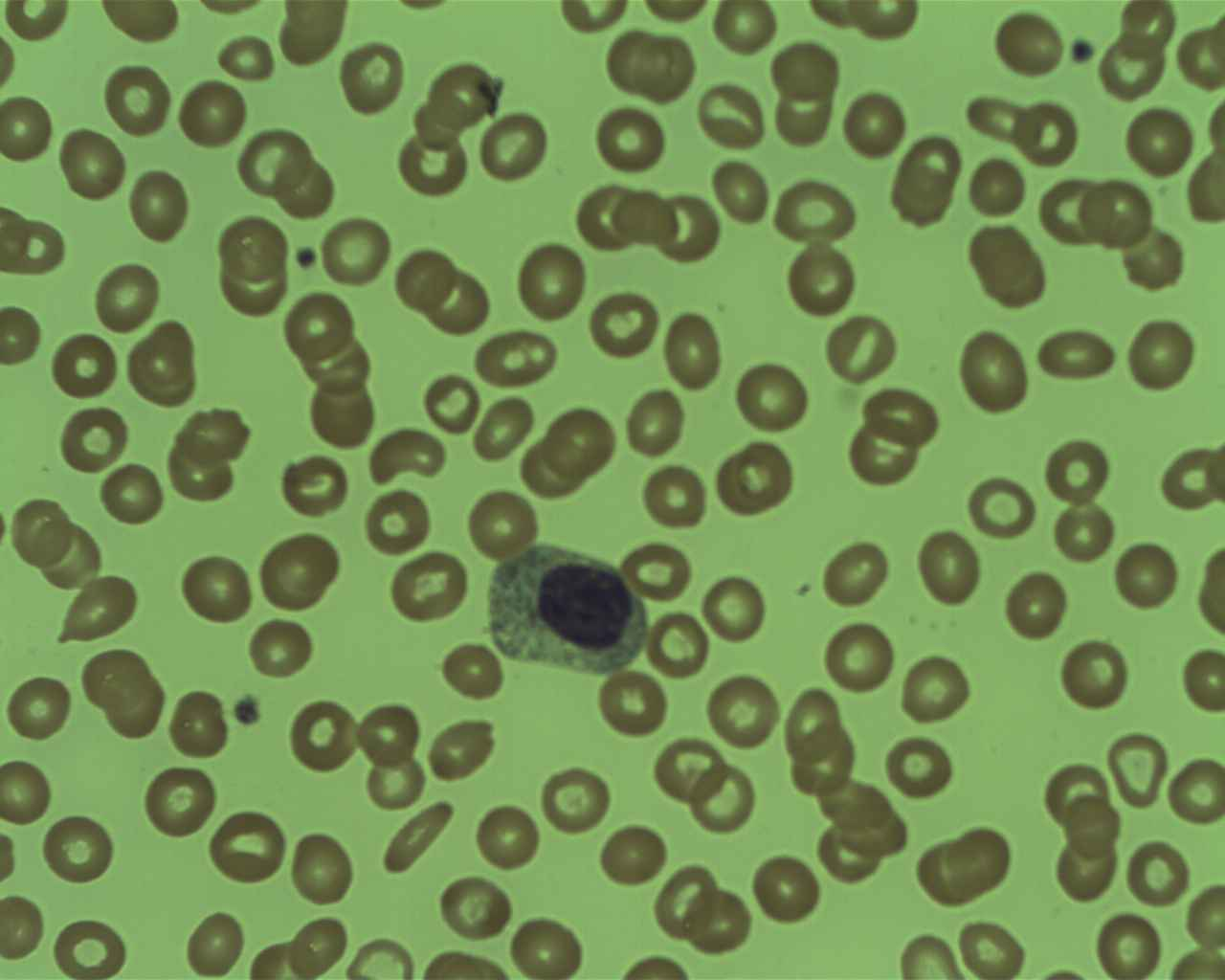
Un myélocyte sur un frottis sanguin, témoin d'une myélémie.

La myélémie est le passage dans le sang de précurseurs des granulocytes, comme des myélocytes et des métamyélocytes, ou plus rarement des promyélocytes et des myéloblastes (précurseurs encore plus jeunes).
Ces précurseurs proviennent de lieux de production de l'hématopoièse, comme la moelle osseuse.
La myélémie peut être équilibrée si elle est composée majoritairement de précurseurs les plus évolués (métamyélocytes et myélocytes) ou bien être déséquilibrée sinon.
Parmi les causes classiques de myélémie, on retrouve la leucémie myéloïde chronique et certains types de leucémies aigües myéloïdes.